# Manifestations des Chypriotes turcs de 2011
Les manifestations des Chypriotes turcs de 2011 ont été une série de rassemblements contre les politiques turques à Chypre, qui ont eu lieu dans la zone occupée de la capitale de Chypre, Nicosie. La première protestation eut lieu le 28 janvier 2011.
À la suite des réactions hostiles du premier ministre turc, Recep Tayyip Erdoğan, et de la presse turque, les chypriotes turcs ont organisé un deuxième et troisième rassemblement du même nom, le 2 mars et le 7 avril 2011. Chaque manifestation était composée d’environ 50 000 à 80 000 personnes,, ce qui, compte tenu des environ 290 000 habitants turcs de Chypre (selon les données de recensement), fait d’elles les manifestations les plus importantes des chypriotes turcs depuis l’occupation.
Des protestataires portaient des drapeaux de la république de Chypre avec des bannières réclamant la réunification de l’île et décorées de signes condamnant les pressions économiques, culturelles et sociales de la Turquie et des colons turcs venus d’Anatolie sur les chypriotes turcs, qualifiés d’« otages de l’impérialisme d’Ankara ». Des tentatives ratées pour accrocher le drapeau de la république de Chypre sur l’ambassade turque ont eu lieu lors du dernier rassemblement. Les manifestations ont été lourdement critiquées en Turquie à cause des slogans sarcastiques contre la Turquie et contre l'invasion turque de Chypre.